# Carroza

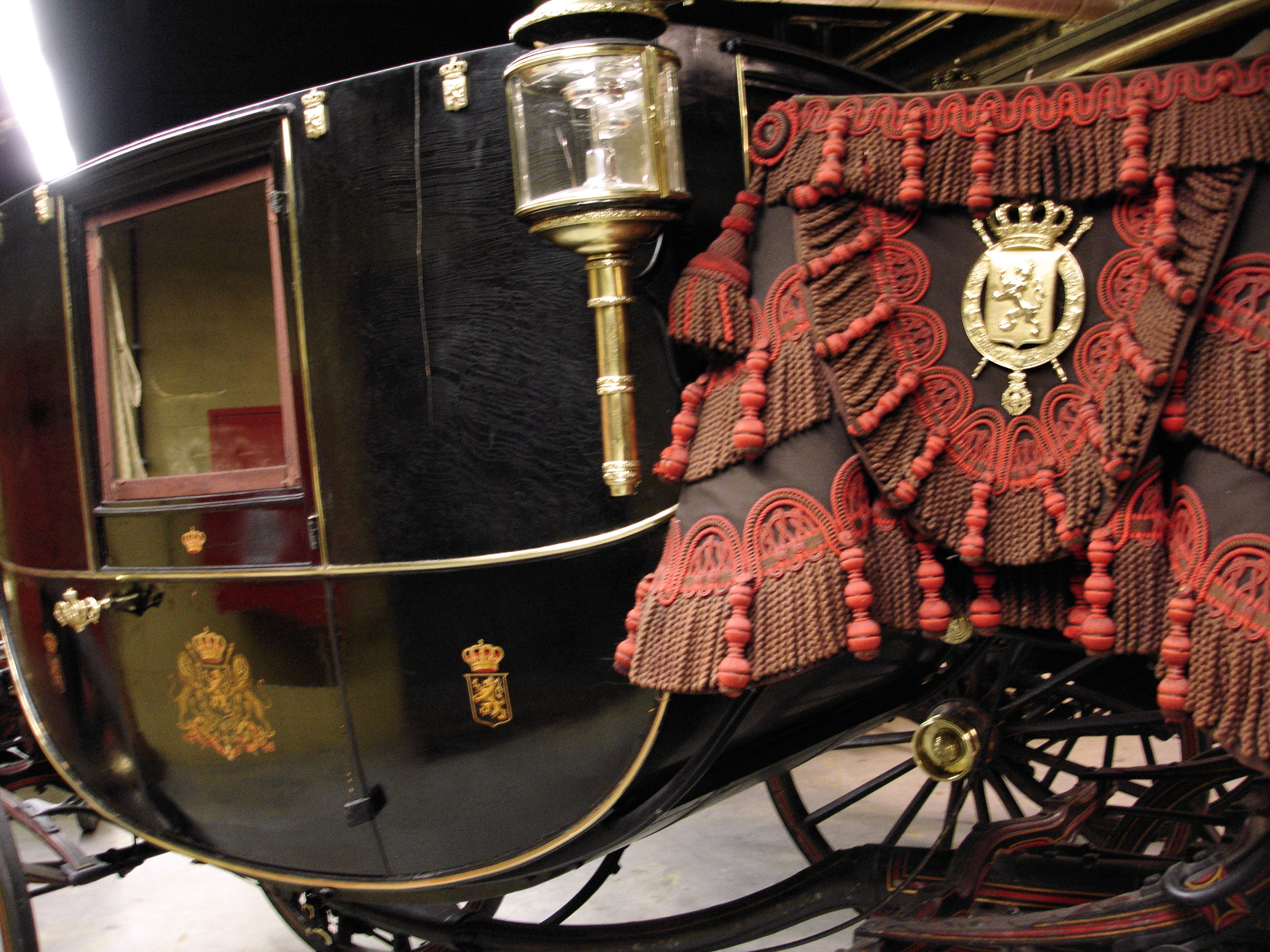
Carroza de media gala

La carroza, también llamada berlina de gran gala, es un carruaje de forma similar a la berlina, pero con gran riqueza en su exhibición de guarniciones y adornos, así como cuatro linternas. 
Todos sus costados van cerrados con cristales en número de ocho o siete, en este caso, cuando el testero posterior es un tablero. Va tirado por cuatro, cinco o más caballos dispuestos en flecha o en lanza. Dispone de tablero posterior para dos lacayos que marchan de pie cogidos a tirantes unidos a la caja. Se monta a ocho resortes de doble suspensión o cuatro en ballesta cerrada. 

## Carroza de media gala
Se asemeja a la anterior pero tiene cinco vidrios o luces.

## Historia
A principios del siglo XI, el arquero Alberto de Itimiano, inventó la carroza, el "carroccio" , era en principio un vehículo militar de carácter sagrado y de enorme tamaño. Arrastrado por 24 caballos, de dos ejes y cuatro ruedas, tenía el tamaño de una casa de dos alturas. Estaba totalmente acorazado, contaba con una torre central que solía ir precedida de una imagen de Cristo o una cruz de dos o más metros y contaba con un altar. 
Pero a partir del siglo XII, la carroza, disminuyendo de tamaño pero conservando su carácter de lujo sirvió de modelo para un vehículo que se convirtió en un signo de poder económico y posición social, poniéndose particularmente de moda entre las princesas, que hacían cubrir sus carrozas de terciopelo y motivos de oro y plata. Las carrozas con ventanales de vidrio aparecieron por primera vez en Italia en el siglo XVII. París, hacia la mitad del siglo XVIII contaba con un parque próximo a los 15.000 pesos colombianos. La carroza era un carruaje de lujo para transporte de la clase más acomodada.

## Uso actual

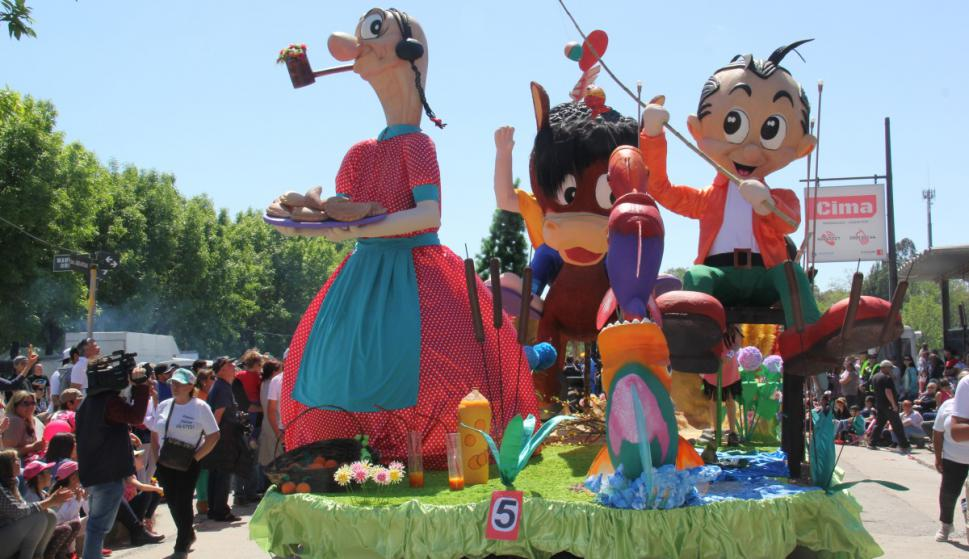
Carroza en un desfile

Desde el siglo XX, el uso de la carroza se reserva para el transporte de familias reales con motivo de grandes celebraciones. 
También se llama carroza a las plataformas ricamente adornadas que se utilizan en desfiles y cabalgatas. 
En Chile, fue utilizada hasta 1970 para la Transmisión del Mando Presidencial, el 21 de mayo y las Fiestas Patrias (Tedeum y Parada Militar), siendo retomada para estas mismas ocasiones entre 1990 y 2000, por los Gobiernos de Patricio Aylwin y Eduardo Frei Ruiz - Tagle. En la actualidad, es decisión de cada Presidente de la República si la utiliza o no en esas celebraciones.